# Semisosny
Semisosny (biał. Семісосны, ros. Семисосны) – wieś na Białorusi w rejonie brzeskim obwodu brzeskiego, w sielsowiecie Muchawiec. 
Miejscowość położona na wschód od Zabłocia i Muchawca, a na zachód od wsi Łazy i Radwanicze Małe.

## Historia
W okresie międzywojennym wieś należała do gminy Kamienica Żyrowiecka w powiecie brzeskim województwa poleskiego. Według spisu powszechnego z 1921 r. była to wieś licząca 3 domy. Mieszkało tu 18 osób: 10 mężczyzn i 8 kobiet. Wszyscy mieszkańcy byli prawosławni, 13 deklarowało narodowość polską, a 5 białoruską.
Po II wojnie światowej Semisosny znalazły się w granicach ZSRR i od 1991 r. w niepodległej Białorusi.